# Dukla Pardubice
Dukla Pardubice war ein tschechoslowakischer Fußballclub mit Sitz in Pardubice.

## Geschichte
Der Klub wurde 1953 als Tankista Praha gegründet und hatte demnach auch seinen Sitz in Prag, mit dem Namen stellte man eine Nähe zu den Streitkräften am Boden her. So wurde der Klub auch gleich in der Saison 1953 in die nationale Meisterschaft eingegliedert. Nach der Spielzeit 1955 stieg die Mannschaft mit 16:28 Punkten jedoch als Vorletzter über den 11. Platz erstmals aus der Spielklasse ab.
Zur Saison 1957/58 kehrte der Klub zurück in die Erstklassigkeit, zog dafür zuvor aber 1956 nach Pardubice um und nahm das ab 1957 das Präfix Dukla statt Tankista an. Am Ende der Runde 1959/60 musste der Klub mit 12:40 Punkten wieder einmal absteigen, diesmal als Tabellenletzter. 1961 wurde das Team schließlich Teil von VCHZ Pardubice.